# Каспарс Думбріс
Каспарс Думбріс (латис. Kaspars Dumbris; 17 липня 1983, Цесіс) — латвійський біатлоніст, призер чемпіонатів світу з літнього біатлону серед юніорів, учасник Олімпійських ігор та чемпіонатів світу з біатлону.

## Виступи на Олімпійських іграх
| Рік  | Міце проведення | Інд | Спр | Пр | МС | Ест |
| 2010 | Ванкувер        | 73  |     |    |    |     |

## Виступи на Чемпіонатах світу
| Рік  | Міце проведення      | Інд | Спр | Пр | МС | Ест | ЗМ |
| 2007 | Антхольц-Антерсельва |     | 72  |    |    | 12  | 17 |
| 2008 | Естерсунд            |     | 41  | 56 |    | 13  |    |

## Кар'єра в Кубку світу
- Дебют в кубку світу — 16 лютого 2005 року в спринті в Поклюці — 63 місце.

Каспарс бере участь в етапах Кубка світу з біатлону починаючи з 2005 року, однак, поки що, йому не вдалося піднятися вище 41 місця. Саме такий результат він показав на етапі Кубка світу, що проходив у шведському Естерсунді в сезоні 2007-2008. З огляду на такі показники Каспарсу ще ніколи не вдавалося потрапити до загального заліку Кубка світу.

## Статистика стрільби
| № п/п | Сезон     | Загальна        | Індивідуальна гонка | Спринт        | Гонка переслідування | Мас-старт  | Естафета      |
| ----- | --------- | --------------- | ------------------- | ------------- | -------------------- | ---------- | ------------- |
| 1     | 2005-2006 | 50,0% (5/10)    | 0,0% (0/0)          | 50,0% (5/10)  | 0,0% (0/0)           | 0,0% (0/0) | 0,0% (0/0)    |
| 2     | 2006-2007 | 74,6% (97/130)  | 72,5% (29/40)       | 82,0% (41/50) | 0,0% (0/0)           | 0,0% (0/0) | 67,5% (27/40) |
| 3     | 2007-2008 | 79,2% (145/183) | 80,0% (32/40)       | 81,7% (49/60) | 70,0% (14/20)        | 0,0% (0/0) | 79,4% (50/63) |
| 4     | 2008-2009 | 71,4% (10/14)   | 0,0% (0/0)          | 0,0% (0/0)    | 0,0% (0/0)           | 0,0% (0/0) | 71,4% (10/14) |
| 5     | 2009-2010 | 79,8% (75/94)   | 80,0% (48/60)       | 80,0% (8/10)  | 0,0% (0/0)           | 0,0% (0/0) | 79,2% (19/24) |

## Виноски
1. ↑  В дужках наведена кількість влучних пострілів та загальна кількість пострілів. В статистиці стрільби рахуються постріли, які здійснив біатлоніст на етапах кубка світу та чемпіонаті світу